# Halo: Reach
Halo: Reach — компьютерная игра в жанре шутера от первого лица. Игра была разработана компанией Bungie и издана Microsoft Game Studios. Изначально игра вышла на консоли Xbox 360 в 2010 году, а в 2019 году была переиздана на Xbox One и Windows в составе сборника Halo: The Master Chief Collection.

## Сюжет
Действие игры происходит в 2552 году, где человечество ведёт войну с ковенантами. Игрок принимает роль суперсолдата-спартанца с позывным «Noble 6», члена элитного отряда «Noble Team» во время битвы за планету Предел (в переводе с англ. — «Reach»). Действие игры происходит параллельно событиям романа Halo: The Fall of Reach и за несколько недель до начала событий Halo: Combat Evolved.
Люди под руководством Космического Командования Объединённых Наций (ККОН) ведут изнурительную войну против сообщества разнородных инопланетных рас под названием Ковенант. Практически все людские колонии были потеряны, и планета земного типа Предел стала последним военным форпостом человечества перед неминуемым вторжением Ковенанта на Землю.
Сюжет концентрируется на отряде геномодифицированных людей-«спартанцев» с позывным «Noble Team». В состав входят командир отряд Картер-А259, его заместитель Кэтрин-B320 (Кэт), специалист по тяжёлым вооружениям Джордж-052, штурмовик Эмиль-A239 и снайпер Джун-A266. Игрок выступает в роли недавно назначенного шестого члена этого отряда с позывным «Noble-6».
Отряд отправляют на отдалённый форпост выяснить причины прекращения связи. На месте они обнаруживают силы Ковенанта, атакующие людские поселения. После боестолкновения отряд возвращают на защиту базы «Меч», центра Службы военной разведки (СВР). Защитив базу, спартанцы встречаются с Кэтрин Хэлси — основательницей программы «Спартанец» и создателем силовой брони «Мьёльнир». Хэлси выясняет обстоятельства первого контакта отряда Noble на форпосте, подозревая, что силы Ковенанта пытались захватить сверхсекретные данные СВР.
Тем временем Джун и Шестой выходят в ночной рейд для разведки сил противника. По их донесениям ККОН на следующее утро готовит полномасштабное контрнаступление, в котором отряд Noble участвует, уничтожая командные посты и зенитные расчёты. Однако контрнаступление завершается поражением — внезапно появляется суперноситель Ковенанта, сразу захвативший превосходство в воздушном пространстве. Кэт предлагает план по уничтожению суперносителя с помощью подрыва сверхсветового двигателя на борту захваченного корвета Ковенантов. С тяжёлыми потерями силы ККОН выполняют это операцию, но отряд Noble теряет Джорджа, который был вынужден вручную инициировать подрыв. Суперноситель уничтожен, однако вскоре вслед за этим прибывают многочисленные корабли подкрепления Ковенантов.
Вернувшись на поверхность, Шестой помогает эвакуации населения из Новой Александрии и воссоединяется с отрядом, вскоре после этого Кэт убивает снайпер Ковенантов. Отряд снова отзывают на базу «Меч» для её уничтожения, однако уже внутри базы группа получает новые указания: ей следует спуститься вниз к археологическим раскопкам, чтобы Хэлси смогла передать некий инопланетной артефакт древней цивилизации, который, как она считает, сможет спасти человечество и даже переломить ход войны. Отряд Noble теперь должен доставить артефакт и искусственный интеллект «Кортана» на корабль ККОН «Столп осени», находящийся в планетарной верфи. Джун оставляет группу, чтобы эвакуировать Хэлси с Предела.
На пути к верфи Картера тяжело ранят, и он жертвует собой, чтобы Шестой и Эмиль смогли достичь корабля. Эмиль использует электромагнитную пушку для защиты «Столпа» от воздушных атак, пока Шестой отбивает атаки наземных сил. Эмиль гибнет под ударами окруживших его врагов, и Шестой занимает его место, чтобы обеспечить отход «Столпа осени» в космос. Кортана, используя данные артефакта, ведёт крейсер к кольцевому миру под названием Ореол.
Шестой, оставшись на Пределе в одиночестве, принимает свой последний бой против превосходящих сил противника. В эпилоге, спустя 30 лет, в 2589 году, разбитый шлем Шестого по-прежнему лежит на заросшей равнине Предела. Голос Кэтрин Хэлси благодарит отряд Noble за совершённый подвиг, обеспечивший победу человечества над Ковенантом.

## Выпуск
Halo: Reach появился на полках магазинов 14 сентября 2010 года. Это последняя игра, разработанная Bungie по вселенной Halo. Разработкой следующих игр и развитием серии занимается 343 Industries.
В 2019 году сборник Halo: The Master Chief Collection был анонсирован для ПК под управлением Windows и тогда же было объявлено, что Halo: Reach пополнит состав версии The Master Chief Collection для Xbox One, которая вышла в 2014 году, в то время, как в ПК-версии сборника Reach станет первой доступной игрой, которые будут выходить постепенно в хронологическом порядке. 14 ноября 2019 года, на мероприятии X019, было объявлено, что Reach будет выпущена на Xbox One и Windows 3 декабря 2019 года.

## Продажи
За первый же день игра принесла около 200 миллионов долларов. Halo: Reach смог поставить рекорд по скорости продаж среди всех проектов, выпущенных в 2010 году. Кроме того Halo: Reach удалось обогнать своего предшественника — Halo 3, который в своё время за первые сутки заработал 170 миллионов долларов. Всего же за первую неделю было продано 3.958.255 копий игры, с такой цифрой игра заняла 3 место, по количеству проданных копий на одну платформу за первую неделю продаж за всю историю игроиндустрии. Кроме того, успех новинки оказался даже ярче таких кино-блокбастеров недавнего прошлого, как «Железный человек 2», «Алиса в стране чудес» и «История игрушек 3».

## Оценки критиков
| Сводный рейтинг       | Сводный рейтинг          |
| Агрегатор             | Оценка                   |
| --------------------- | ------------------------ |
| GameRankings          | 91,79 %                  |
| Metacritic            | 91/100                   |
| Иноязычные издания    |                          |
| Издание               | Оценка                   |
| 1UP.com               | A+                       |
| CVG                   | 9,2/10                   |
| Edge                  | 9/10                     |
| Eurogamer             | 9/10                     |
| Game Informer         | 9,50/10                  |
| GamePro               | [ 17 ]                   |
| GameRevolution        | A                        |
| GameSpot              | 9,5/10                   |
| GamesRadar+           | 8/10                     |
| GameTrailers          | 9,3/10                   |
| IGN                   | 9,5/10 (US) 10,0/10 (UK) |
| VideoGamer            | 9/10                     |
| X-Play                | [ 23 ]                   |
| The Guardian          | [ 24 ]                   |
| The Daily Telegraph   | 10/10                    |
| Русскоязычные издания |                          |
| Издание               | Оценка                   |
| «Домашний ПК»         | [ 26 ]                   |
| itc.ua                | 4,5/5                    |

Halo: Reach получила высокие оценки прессы. Средние баллы на GameRankings и Metacritic составили 91,71 % и 91 % соответственно, основанные на 69 и 95 обзорах.